# Épouse de guerre
Le terme épouse de guerre ou War bride, s'applique à une femme qui a épousé un membre des forces armées d'un pays étranger lors d'une guerre ou pendant une occupation militaire ; ce terme est surtout utilisé pour les mariages pendant la Première Guerre mondiale et la Seconde Guerre mondiale, mais sans s'y limiter.
L'un des cas les mieux documentés est celui des soldats américains qui ont épousé des femmes allemandes après la Seconde Guerre mondiale. En 1949, plus de 20 000 épouses d'origine allemande avaient émigré aux États-Unis.
De plus, des chercheurs ont estimé que «... 15 000 Australiennes avaient épousé des soldats basés en Australie pendant la Seconde Guerre mondiale puis avaient émigré aux États-Unis avec leur époux »,.
Les soldats alliés de la Seconde Guerre mondiale ont également épousé des femmes des pays où ils étaient stationnés à la fin de la guerre, y compris la Belgique, la France, l'Italie, le Luxembourg, les Pays-Bas, les Philippines, le Japon et la Chine. 
Des mariages entre soldats et femmes, respectivement de la Corée et du Viêt Nam, ont aussi été célébrés lors de la guerre de Corée et la guerre du Viêt Nam, les soldats provenant de plusieurs pays luttant contre le communisme. 
Plus de 70 000 épouses de guerre des GI ont quitté le Royaume-Uni, de 150 000 à 200 000 ont émigré de l'Europe continentale, 15 500 l'Australie et 1 500 la Nouvelle-Zélande, entre 1942 et 1952.
Le sujet a été traité dans le téléfilm français de 2011 Cigarettes et Bas nylon.

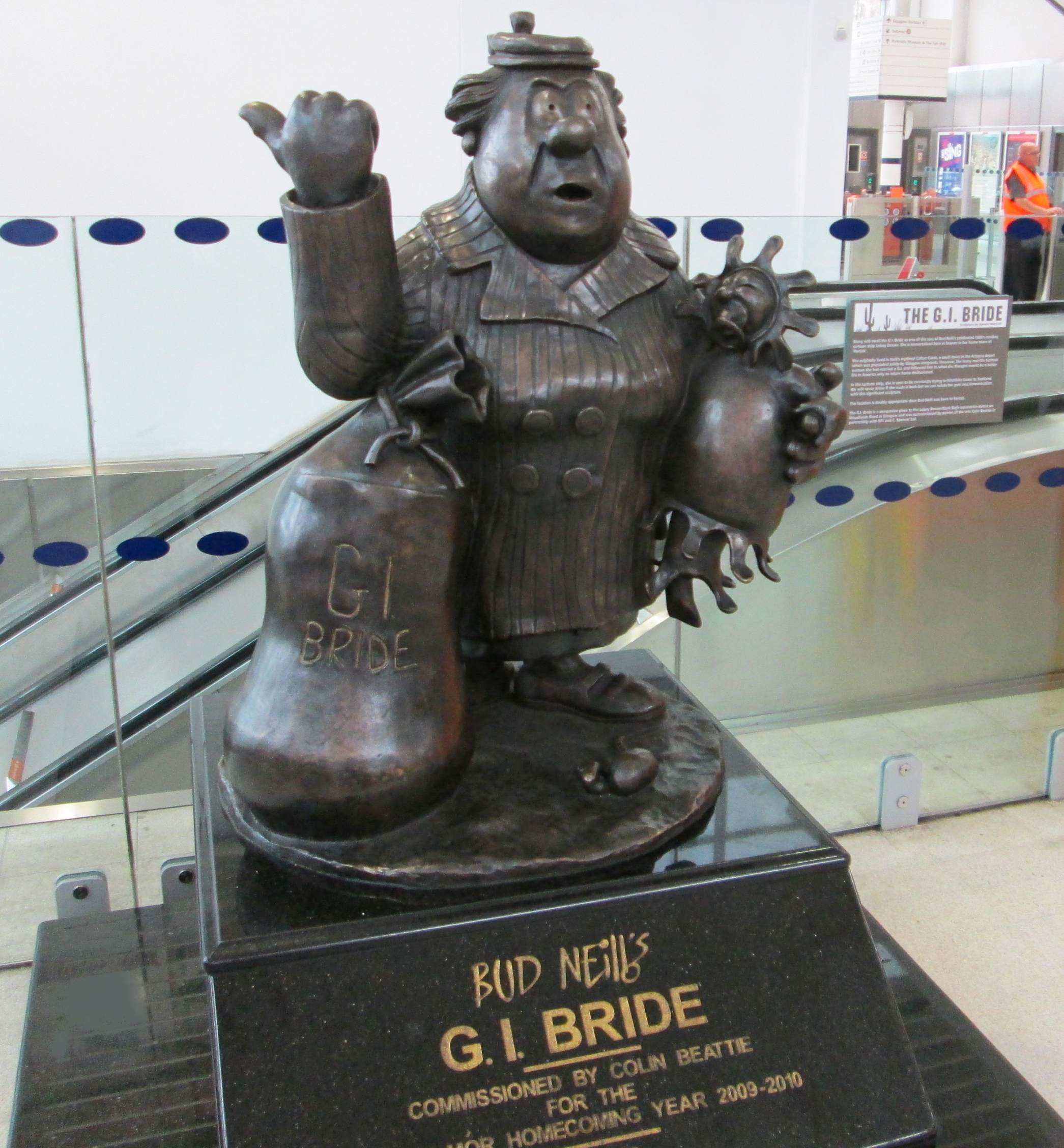
Les nombreuses Écossaises qui ont émigré en tant qu'épouses de guerre ont été célébrées dans la série Lobey Dosser du dessinateur écossais Bud Neill, ce dernier mettant en scène le personnage « G.I. Bride » avec son bébé Ned. Celle-ci tente régulièrement de quitter la ville fictive de Calton Creek en Arizona en faisant de l'auto-stop. Une statue à son effigie a été érigée à Glasgow, en Écosse, à Partick station en 2011.

### Citations originales
1. ↑  (en) « ... 15,000 Australian women who married American servicemen based in Australia during World War II and moved to the US to be with their husbands »